# Nath Í

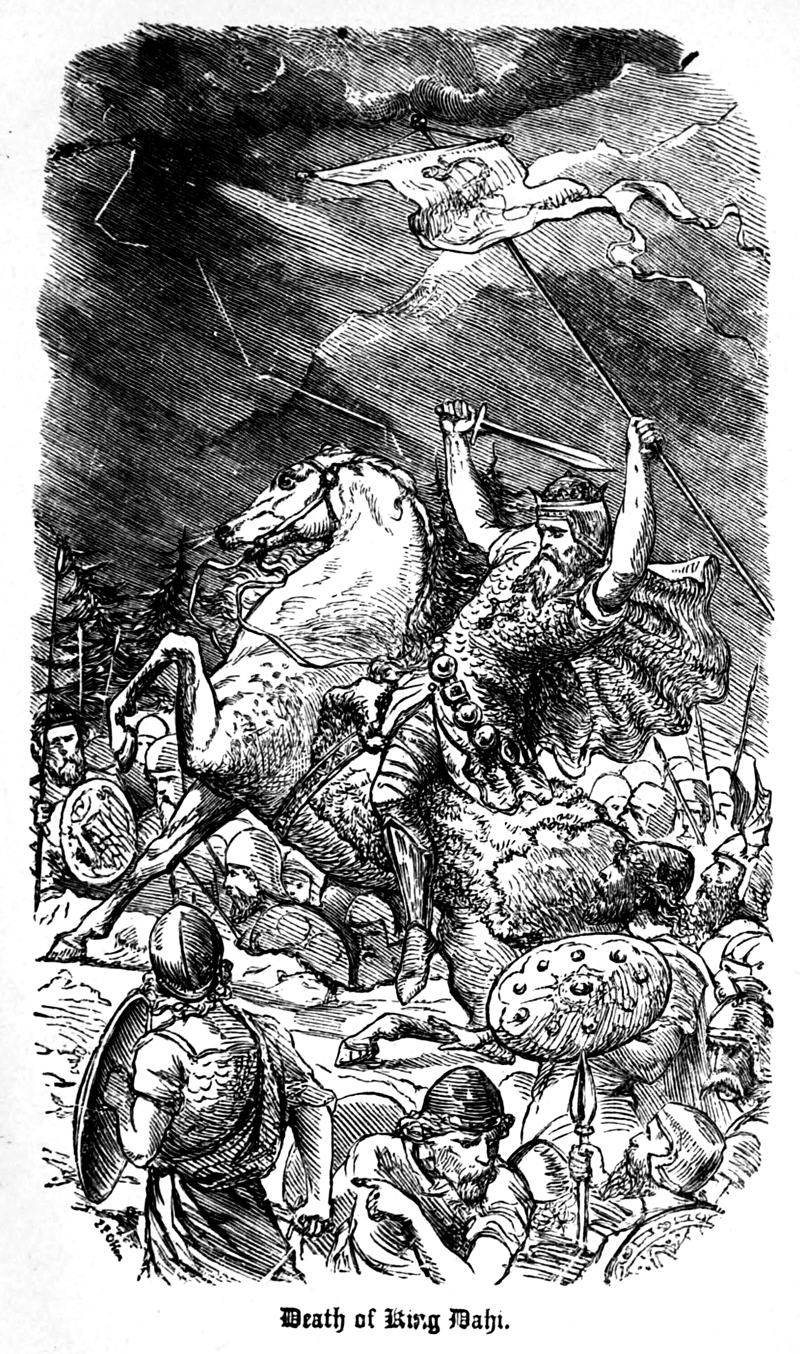
"Muerte de King Dahi", ilustración por John Fergus O'Hea de Un. M. Sullivan, La Historia de Irlanda, 1867

Nath Í, también conocido como Dathí, hijo de Fiachrae, hijo de Eochaid Mugmedon, fue un rey irlandés semi-histórico del siglo V, padre del probablementehistórico rey Ailill Molt y antepasado de los Uí Fiachrach de Connacht. Según la leyenda,  fue Rey Supremo de Irlanda, y murió después de ser golpeado por relámpago durante una expedición a los Alpes.

## Historia
Históricamente, Nath Í es principalmente conocido por sus descendientes. Su hijo Ailill Molt probablemente pudo un rey de siglo V histórico. Otros dos hijos, Echu y Fiachnae, fueron los antepasados de los Uí Fiachrach Aidni y Uí Fiachrach Muaide respectivamente, ambas dinastías altomedievales de Connacht.: p. 298 Un cuarto hijo, Amalgaid, fue antepasado de Tírechán, obispo del siglo VII y biógrafo de San Patricio.: p. 78 
El estatus y la posición de Nath Í son discutidos. Las fuentes irlandesas más antiguas, incluyendo el Lebor Gabála Érenn, los Anales de los Cuatro Maestros y la obra de Geoffrey Keating Foras Feasa ar Éirinn, le coloca en la lista tradicional de Reyes Supremos de Irlanda, después de Niall de los Nueve Rehenes y antes que Lóegaire, hijo de Niall con el hijo de Nath Í, Ailill Molt, sucediendo a Lóegaire. Aun así, no es incluido en la lista más antigua de reyes de Tara, el Baile Chuinn Chétchathaig. T. F. O'Rahilly argumenta que Nath Í no gobernó en Tara, pero fue rey de hecho un rey de la provincia de Connacht, pese a que acepta que Ailill Molt fue rey de Tara.: p. 211  Aun así, el nombre de Nath Í no aparece en las listas reales de Connacht, y Ailill Molt sí lo hace.: p. 232  T. M. Charles-Edwards considera posible que ninguno de ellos fuera rey de Tara, sino que fueron incluidos más tarde, cuando miembros de los Uí Fiachrach fueron prominentes y consideraron políticamente necesario incluir a sus antepasados en las listas de Reyes Supremos.
Una antigua lista de batallas de Nath Í le sitúan en el exterior de Irlanda, incluyendo batallas en Strathclyde y Kincardine en Escocia, y una expedición a través del Canal inglés a los Alpes.: pp. 212-213  En los Anales de Úlster  hay una entrada para el año 445 que originalmente sólo indicaba el nombre de Nath Í. Un escriba posterior, presumiendo que se trataba de la noticia de su muerte, añadió el detalle de que fue alcanzado por un relámpago en los Alpes, circunstancia también relatada en el Lebor Gabála, Keating y los Anales de los Cuatro Maestros, que lo data en 428. Según la leyenda, sus seguidores llevaron su cuerpo a Irlanda, ganando diez batallas en el camino, y fue enterrado en Cruachan, capital de Connacht.: 212–213 : pp. 77-78  Se dice que un menhir situado en Rathcroghan marca su tumba cerca de Tulsk en Roscommon.
O'Rahilly y Francis J. Byrne observan que el relato de la muerte de Nath Í toma como modelo la de Niall de los nueve rehenes,  y que, como en el caso de Niall, el nombre irlandés temprano para Gran Bretaña, Alba, puede haber sido confundido con Elpa, los Alpes.: 213–215 : 78  O'Rahilly por tanto concluye que "fue un rey de Connacht de la primera mitad del siglo V, que parece haber adquirido fama en su día como dirigente de expediciones depredadoras a Gran Bretaña, y que murió en o sobre el año 445, y fue probablemente enterrado en Cruachain.": 214–215 

## Leyendas
El glosario medieval Cóir Anmann ("lo apropiado de nombres") y Keating dicen que su nombre fue Feradach, y que recibió el epíteto dathí, "activo, rápido" por su vigor para tomar las armas. Keating añade que tuvo tres mujeres: Fial, hija de Eochaid; Eithne, hija de Orach, madre de Aill Molt; y Ruad, hija de Airtech Uichtlethan, que murió al dar a luz a otro de sus hijos, Fiachrae Elgach. Sus otros hijos fueron Amalgaid, Echu y Cobthach.
Según leyenda, después de la ascensión de Niall de los Nueve Rehenes como Rey Supremo, hubo una guerra civil entre los hermanos de Niall, Brión y Fiachrae, padre de Nath Í, por el trono de Connacht. Fiachrae fue vencido y capturado, pero Nath Í continuó la guerra y finalmente derrotó y asesinó a Brión. Fiachrae fue liberado y se convirtió en rey de Connacht.
Una versión más completa de la historia de su muerte mencionada en los anales, se encuentra en la saga Aided Nath Í ("la muerte de Nath Í"), una versión posterior del Lebor Gabála, y Keating, en la que asedia una torre en la que Forménus, rey de Tracia, vive como un ermitaño, habiendo entregado su reino para abrazar la vida religiosa. Forménus ruega a Dios que le castigue, y es golpeado por un rayo, a pesar de que el Lebor Gabála añade que "los sabios suponen" que Forménus le disparó con una flecha.: 212–213 : pp. 77-78 

## Lectura complementaria
- Banateanu, V. (1929–30). «Die Legende von König Dathí». Zeitschrift für celtische Philologie 18: 160-88. 1929–30. : 160@–88.
- Ó Concheanainn, T. (1975–6). "«Aided Nath Í and the scribes of Leabhar na hUidhre». Éigse 16: 146-62. 1975–6. y los escribanos de Leabhar na hUidhre".  : 146@–62.  : |fecha= ()

- Datos: Q662571